# Domodedovo (thành phố)
Domodedovo (thành phố) (tiếng Nga: Домодедово, IPA: [dəmɐˈdʲedəvə]) là một thành phố Nga, ở 37 kilômét (23 mi) phía nam thành phố Moscow. Thành phố này thuộc chủ thể Moskva Oblast. Thành phố có dân số 96,145 (Điều tra dân số 2010); 54,080 (Điều tra dân số 2002); 55,294 (Điều tra dân số năm 1989).. Đây là thành phố lớn thứ 301 của Nga theo dân số năm 2002.
Sân bay quốc tế Domodedovo nằm ở đây.

## Địa lý
The town is located on the Moskva-Oka plain, in the center of the East European Plain, south-east of the capital, 37 km from the center of Moscow, on the Moscow – Kashira highway and the Paveletsky suburban railway line, near the federal highway, M-4 "Don". Most of the town is located to the west of the railway line. The town stretches from north to south along the railroad tracks on 26 kilometers. The climate is moderate continental, with cold, snowy winters, and warm, humid summers. The frequent passage of cyclones from the Atlantic and the Mediterranean sometimes causes an increase in cloud cover. Average mid-January temperature is about −10,5 °C, and mid-July is +17,5 °C. The average duration of the frost-free period is 130 days. Soil is alluvial, gray forest. Water resources are virtually non-existent. The main rivers that flows in the area are Rozhayka, Severka and Pakhra Rivers.